# Alenka Iršič
Alenka Iršič , slovenska odbojkarica, * 31. maj 1968.
Za Slovensko žensko reprezentanco v odbojki sede je nastopila na Poletnih paraolimpijskih igrah 2012, kjer je reprezentanca osvojila šesto mesto.